# Ошейниковая майна
Оше́йниковая ма́йна (лат. Acridotheres albocinctus) — вид воробьинообразных птиц из семейства скворцовых (Sturnidae). Распространена в юго-западном Китае, северо-восточной Индии и в Мьянме. Птица длиной 25,5—26,5 см. Обитает на болотистых местностях и на пастбищах. Оперение чёрное, только воротник белый и на каждом крыле имеется поперечная белая полоса; радужная оболочка жёлтая или голубоватая, клюв жёлтого цвета, ноги ярко-жёлтые.